# 福井鉄道80形電車

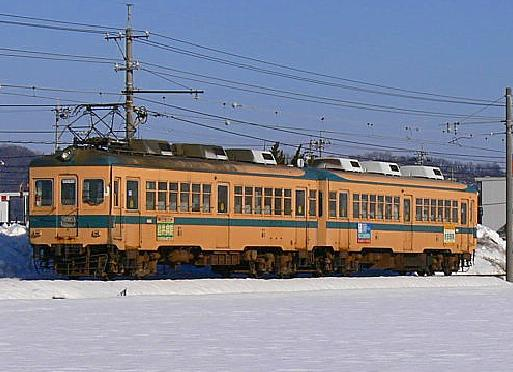
福井鉄道80形電車（81号編成）

福井鉄道80形電車（ふくいてつどう80がたでんしゃ）は、1948年（昭和23年）に登場した福井鉄道の電車である。2編成全4両が在籍、2006年（平成18年）に全廃された。

## 導入当初
80形電車の大元は、1921年（大正10年）に川崎造船所兵庫工場で製造された南海鉄道（現・南海電気鉄道）電5形（モハ101形　→　モハ521形・モユニ521形）である。前面がタマゴ型に丸味を帯びた5枚窓の16メートル級の2扉・木造車で、主電動機はWH社のWH-101-Hを電装解除された電1形から流用して搭載していた。
南海時代の1940年（昭和15年）に郵便室・荷物室を設置して4扉車となり、モユニ521形となったモユニ521 - 524の4両が、1948年（昭和23年）に1501形製造に伴う供出車として福井鉄道に譲渡され、福井鉄道では1両1編成の単行列車として福武線を中心に運行した。
導入当初は、主電動機出力の違いによって以下のように80形・90形の2形式に分かれていた。
- モユニ521 → モハ91（のちモハ83）
- モユニ522 → モハ81
- モユニ523 → モハ82
- モユニ524 → モハ92（のちモハ84）

譲渡に当たって、乗降用扉として使う2か所の扉に福井市内の併用軌道区間での乗降用として折畳み式のステップが取り付けられていた。1950年（昭和25年）に、80形の主電動機がDK36からMB104-Aに換装された。なお、これらの木造車体は車体更新時に廃棄されているが、うち1両分が南越線村国駅の待合所として、同線廃線まで利用された。

## 車体更新後
1956年（昭和31年）に老朽化対策として、日本車輌製造で新製された鋼製車体に更新された。また、全ての車両の主電動機がMB104-Aに換装された。これに伴い、車両番号について以下のように改められた。
- モハ81
- モハ82
- モハ91 → モハ83
- モハ92 → モハ84

これ以降しばらく1両1編成の単行列車として運用されていたが、福武線路面区間のカーブ改良によって徐々に2両連結運転も行われるようになった。1978年（昭和53年）1月には片運転台化改造し2両1編成に改められた。このとき、車両番号を再び以下のように改められた。
- モハ81
- モハ82 → クハ81
- モハ83 → モハ82
- モハ84 → クハ82

この際、モハ81および改番後のモハ82に関しては歯車比の変更や制御器の変更、MGの新設等を行っている。

## 新性能車化後
1987年（昭和62年）11月、日本国有鉄道（国鉄）の廃車発生品によりカルダン駆動化された。
1988年（昭和63年）7月に82編成が、1992年（平成4年）7月に81編成が冷房化された。また、1991年（平成3年）5月から9月にかけて制御器を京阪1800系で使用されていたES555に換装された。これ以外にも尾灯交換や、床面改装などが行われた。
このように車体や台車などが何度か改造・更新され、ほとんどすべての部品が置き換えられているため南海時代の面影は無くなっていた。当記事掲載の写真が最終的な形態で、この時点では製造当時からの部分は残っていたとしても連結器ぐらいではないかとされる。
2両編成後の車両内部はセミクロスシートで構成されていた。元々運転台があった連結部付近には座席が無く、天井面に見える運転台との仕切り跡など、両運転台時代の名残が残っていた。
2編成中、81号編成はオリジナル塗装で運行していたが、82号編成はラッピングされ、広告電車として使われた。
更新前から数えると福井鉄道で60年近く運行を続け、2006年（平成18年）4月1日からの元名古屋鉄道の低床車両導入により廃車の見込みとされていたが、ラッシュ時の収容力の大きさから4月21日の880形運行開始まで運行を続けた。同年6月24日・25日には、120形とともにさよなら運転が実施され、廃車となった。